# Gournay frais
De Gournay frais is een Franse kaas uit Gournay-en-Bray, Normandië.
De Gournay frais is een verse kaas van rauwe of van gepasteuriseerde koemelk. De kaas wordt ongerijpt verkocht, het is een (meestal) rond, wit kaasje zonder korst. De smaak van de kaas is fris, zoutig.